# Phruronellus floridae
Phruronellus floridae is een spinnensoort uit de familie van de Phrurolithidae.
De wetenschappelijke naam van de soort werd in 1930 gepubliceerd door Ralph Vary Chamberlin & Willis John Gertsch.